# Rossa (Gemeinde Raabs)
Rossa ist eine Ortschaft und eine Katastralgemeinde der Stadtgemeinde Raabs an der Thaya im Bezirk Waidhofen an der Thaya im niederösterreichischen Waldviertel mit 95 Einwohnern (Stand 1. Jänner 2024).

## Geografie
Das um einen Anger angelegte Dorf befindet sich südwestlich von Weikertschlag und ist über die Landesstraße L59 erreichbar. Der Ort wird vom Rossabach über den Thumabach entwässert, der bei der Hadermühle in die Mährische Thaya mündet. Am 1. April 2020 umfasste die Ortschaft 47 Adressen.

## Geschichte
Der Ortsname stammt entweder aus dem Slawischen oder ist eine Bezeichnung für eine Flachsröste. Das im 13. Jahrhundert erstmals erwähnte Dorf, damals hielt das Stift Herzogenburg hier Zehentansprüche, bestand anfangs nur aus einer nördlichen Häuserzeile und einigen Gehöften im Süden. Des Weiteren bestand im Osten der Katastralgemeinde ein Gutshof, an den bis heute der Flurname Krottenhofstatt erinnert.
Im Jahr 1822 wurde der Ort als Dorf mit 42 Häusern genannt, das nach Obergrünbach eingepfarrt war, wohin auch die Kinder eingeschult wurden. Die Herrschaft Karlstein besaß die Ortsobrigkeit, übte die Landgerichtsbarkeit aus und besorgte die Konskription. Die Untertanen und Grundholde des Ortes gehörten den Herrschaften Karlstein und Pernegg sowie den Pfarren Obergrünbach und Raabs. Laut Adressbuch von Österreich waren im Jahr 1938 in der Ortsgemeinde Rossa ein Dachdecker, ein Gastwirt, ein Schmied, ein Schuster, ein Trafikant und mehrere Landwirte ansässig. Bis 1970 bildete der Ort gemeinsam mit Thures die Gemeinde Rossa; im Zuge der Niederösterreichischen Kommunalstrukturverbesserung wurde der Ort Rossa am 1. Jänner 1971 der Stadtgemeinde Raabs an der Thaya angeschlossen.

## Siedlungsentwicklung
Zum Jahreswechsel 1979/1980 befanden sich in der Katastralgemeinde Rossa insgesamt 67 Bauflächen mit 30.696 m² und 75 Gärten auf 31.518 m², 1989/1990 gab es 68 Bauflächen. 1999/2000 war die Zahl der Bauflächen auf 114 angewachsen und 2009/2010 bestanden 75 Gebäude auf 158 Bauflächen.

## Bodennutzung
Die Katastralgemeinde ist landwirtschaftlich geprägt. 308 Hektar wurden zum Jahreswechsel 1979/1980 landwirtschaftlich genutzt und 100 Hektar waren forstwirtschaftlich geführte Waldflächen. 1999/2000 wurde auf 310 Hektar Landwirtschaft betrieben und 99 Hektar waren als forstwirtschaftlich genutzte Flächen ausgewiesen. Ende 2018 waren 305 Hektar als landwirtschaftliche Flächen genutzt und Forstwirtschaft wurde auf 98 Hektar betrieben. Die durchschnittliche Bodenklimazahl von Rossa beträgt 41,9 (Stand 2010).